# Антисемитска лига (Франция)
 Тази статия е за френската антисемитска лига.  За немската антисемитска лига вижте Антисемитска лига.  
Антисемитската лига на Франция, първоначално известна като Националната лига на Франция или Френската лига е антисемитска и антимасонска обществена организация основана през 1889 г. и ръководена от журналиста Едуар Дрюмон. Сред учредителите ѝ са Маркюз дьо Море и генерал Жак дьо Биз. Жул Гюрин е един от най-активните ѝ членове.
Седалището ѝ е в Париж, Rue Lepic.
За успеха на движението голяма роля изиграва брошурата на Едуар Дрюмон Еврейска Франция, както и кризата на буланжизма (реваншистко антигерманско движение за възвръщане на Елзас-Лотарингия). Основни печатни органи на лигата са La Libre Parole на Дрюмон, L'Antijuif на Гюрин, La Cocarde на Морис Барес, L'Intransigeant на Хенри Рохенфорд, както и католическия La Croix.
Лигата осъществява пропагандата си и чрез разпространение на листовки, плакати, като по време на избори предизвиква и няколко бунта. Тя участва в кампания срещу буланжизма, за изясняване истината по Панамския скандал, срещу оневиняването на Алфред Драйфус и в борбата срещу масонството, с което се цѐли в ликвидиране на последиците от либералната политика на Третата френска република.
През 1899 г. лигата се разцепва в резултат от един спор между Едуар Дрюмон и Жул Гюрин.